# 175 Puppis
175 Puppis (c Puppis) é uma estrela na direção da Puppis. Possui uma ascensão reta de 07h 45m 15.30s e uma declinação de −37° 58′ 07.0″. Sua magnitude aparente é igual a 3.62. Considerando sua distância de 1387 anos-luz em relação à Terra, sua magnitude absoluta é igual a −4.52. Pertence à classe espectral K4III.